# Гомеш, Эдигейсон
Эдигерсон Фанни (Эдди) Гомеш д’Алмейда (порт. Ediegerson Funny "Eddi" Gomes d'Almeida; род. 17 ноября 1988, Бисау) — бисау-гвинейский и датский футболист, защитник. Участник Олимпийских игр 2016 года в Рио-де-Жанейро в составе Дании. Выступал за сборную Гвинеи-Бисау.

## Клубная карьера
Родившись в Гвинее-Бисау, Гомеш в детском возрасте вместе с семьёй переехал в Португалию, а с 10 лет живёт в Дании. Воспитанник датского клуба «БК Вестиа», взрослую карьеру начал в составе полу-любительского клуба «Херлев», выступавшего в низших дивизионах. В январе 2013 года, после того как «Херлев» вылетел из третьего дивизиона в любительские соревнования, защитник перешёл в клуб «ХБ Кёге». В составе своей новой команды Гомеш дебютировал на исходе сезона 2012/13, 17 мая 2013 года в матче второго датского дивизиона против «Виборга», а в сезоне 2013/14 стал игроком основного состава клуба.
В июле 2014 года подписал контракт с клубом высшего дивизиона Дании «Эсбьерг». Дебют за клуб состоялся 17 июля 2014 года в матче Лиги Европы против казахского «Кайрата». Через 4 дня Гомеш дебютировал в датской Суперлиге в матче против «Раннерс». 1 ноября 2014 года в матче с «Вестшеланн» забил свой первый гол в Суперлиге.
21 января 2015 года Гомеш подписал контракт с китайским клубом «Хэнань Цзянье». В китайском клубе является игроком основного состава, сыграв в сезоне-2015 27 матчей в чемпионате страны.
Оставшись без клуба, Гомеш тренировался со своим бывшим клубом «ХБ Кёге» в 2020 году. 21 мая 2020 года он подписал короткосрочное соглашение с командой на оставшуюся часть сезона.

## Карьера за сборную
В 2016 году тренер Нильс Фредериксен, работавший ранее с Гомешем в «Эсбьерге», пригласил защитника в состав олимпийской сборной Дании для участия в Олимпиаде-2016 в Рио-де-Жанейро в качестве одного из игроков старше 23-х лет. В конце мая 2017 года он согласился официально выступать за национальную сборную Гвинеи-Бисау. 10 июня дебютировал за африканскую сборную в матче против сборной Намиби, в котором также отметился забитым голом.